# Milt

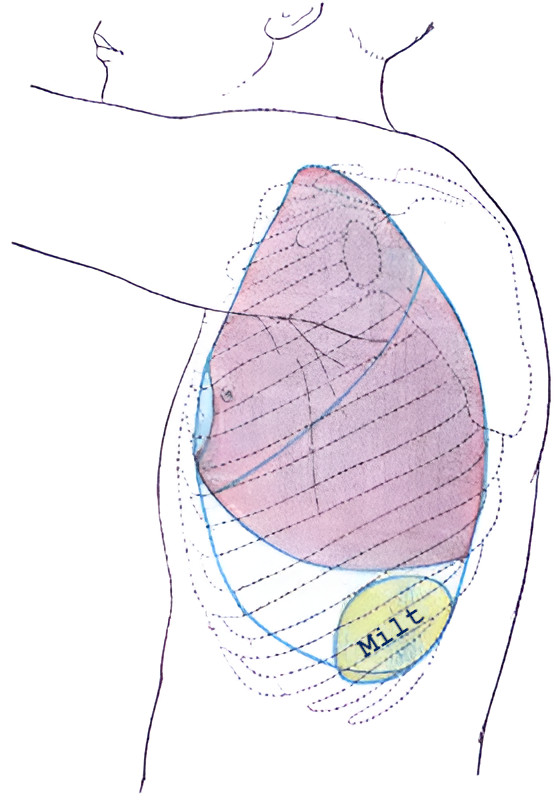
Milt bij de mens

De milt of (medische term) splen (Oudgrieks: σπλήν, splḗn; Engels: spleen) 
is een orgaan dat voorkomt in alle gewervelde dieren, waaronder mensen. Bij de mens bevindt de milt zich in de linker bovenhelft van de buik, onder het middenrif en achter de maag. Bij een normaal individu is de milt 10 tot 12 centimeter lang, heeft een breedte van 6 tot 8 centimeter en een gewicht van circa 200 gram. Het orgaan is onderdeel van het lymfesysteem, maar is anders dan lymfeklieren opgenomen in de bloedcirculatie. De milt kan worden gezien als de lymfeklier van het bloed, hij bevat veel lymfocyten en er worden ook veel antilichamen geproduceerd. 
In de milt worden plasmacellen gevormd uit B-lymfocyten en worden oude en abnormale rode bloedcellen afgebroken en het daarbij vrijkomende ijzer opgeslagen, daarnaast fungeert de milt ook als een zeker reservoir voor bloedbestanddelen, waaronder de bloedplaatjes. Ook draagt de milt bij aan de verwijdering van afvalstoffen uit het bloed. 
De milt is niet per se onmisbaar en kan dus zo nodig operatief verwijderd worden (splenectomie). Wel is zonder milt de afweer tegen gekapselde bacteriën zoals de pneumokok, meningokok en de Hib (Haemophilus influenzae) minder goed. Voor een splenectomie wordt daarom zo mogelijk eerst hiertegen gevaccineerd.
Er is onderzoek dat aantoont dat de milt een belangrijke rol speelt bij herstel na bijvoorbeeld een hartaanval en dat de milt een belangrijke bron is van monocyten.
De milt is normaliter zo groot als een gebalde vuist en ziet er ongeveer uit als een avocado.
Bij iemand zonder (functionerende) milt is sprake van asplenie.

## Functies
Functies van de milt kunnen onderverdeeld worden in drie delen.

### Witte pulpa
In de peri-arteriole lymfatische schede (vaak afgekort tot 'pals'), die zich rond de eindcapillairen in de milt bevindt, zitten T-cellen. 
Wanneer een dendritische cel zich presenteert met een antigeen worden deze T-cellen geactiveerd. Rond de pals zit de marginale zone, waarin zich B-cellen en macrofagen bevinden. Als een T-cel geactiveerd is gaat die op zijn beurt een B-cel activeren. De B-cel kan dan een plasmacel of een B-geheugencel worden en gaat antilichamen produceren (IgM of IgG).
Wanneer een virus zich presenteert gaan de macrofagen of de B-cellen de T-cellen activeren en volgt dezelfde procedure.

### Rode pulpa
Rode pulpa zorgt voor de filtering en vernietiging van oude en abnormale rode bloedcellen en hergebruik van hemoglobine. Wanneer een rode bloedcel ongeveer 120 dagen oud is wordt ze vernietigd door middel van fagocytose. Eindcapillairen in de milt brengen de rode bloedcellen naar de rode pulpa. Rode pulpa is gemaakt van zones genaamd koorden van Billroth, die gevuld zijn met macrofagen, en sinusoïden. Tussen de endotheelcellen van de sinusoïden zijn openingen waardoor de rode bloedcellen gefilterd worden. Gezonde rode bloedcellen kunnen door de openingen, terwijl oude of abnormale cellen dat niet kunnen. Hierdoor kunnen ze gefagocyteerd worden door de macrofagen.
De vrijgekomen hemoglobine bij fagocytose wordt opgenomen door de macrofagen en afgebroken tot individuele aminozuren en ijzer. Die aminozuren kunnen opnieuw gebruikt worden om nieuwe proteïnen te maken.

### Bloedplaatjes
Bij sekwestratie van bloedplaatjes wordt ongeveer één derde van de bloedplaatjes vastgehouden in de milt om de balans in het lichaam in evenwicht te behouden.

## Steek in de zij
Een theorie zegt, dat het bekende verschijnsel van de "steek in de zij" bij overmatige fysieke inspanning het gevolg is van samentrekking van de milt bij zuurstoftekort om extra rode bloedcellen in de bloedbaan te brengen. Dit effect is echter zo gering dat deze hypothese niet kan worden bewezen. 
Er zijn zelfs mensen die geen milt meer hebben en hier toch last van hebben.

## Vergroting milt
Bij een Aziatisch volk, de Bajau van Sulawesi (Indonesië) of 'zeenomaden', zoals ze plaatselijk worden genoemd, heeft zich de milt ontwikkeld tot anderhalf keer de normale omvang vergeleken met de milt van naburige volken. Zij kunnen tijdens het duiken, op jacht naar octopus, zeekomkommer en vis, hun adem ongeveer vijf minuten inhouden.
De milt-index is een maat voor de omvang van de vergrote milt bij kinderen die lijden aan malaria.

## Spleen
De milt wordt ook wel het spleen genoemd (zoals in het Engels, Latijn: splen; Grieks: splèn) en werd beschouwd als de zetel van de zwaarmoedigheid. Daarom spreekt men wel van "het spleen hebben", of "aan het spleen lijden", als men de licht-depressieve gemoedstoestand wil beschrijven, waar men zich niet goed raad bij weet. In het Engels gaat men nog verder en betekent spleen ook woede: a fit of spleen = een woedeaanval, vent one's spleen , te vertalen met "zijn gal spuwen",  maar gal is dan weer een product van een ander orgaan.